# Zau
Zau bzw. Zav, Sohn des Tahmasp, ist eine Gestalt der persischen   Mythologie. Er ist der dritte König des heroischen Zeitalters und wird im neunten Buch der Schāhnāme, dem persischen Königsbuch des  persischen Dichters Firdausi (940/41–1020) beschrieben.

## Zau in Schahname – Sage IX
Nach dem Tod Nowzars ist der Thron für einige Zeit verwaist. Die iranischen Fürsten suchten nach einem Nachfolger und boten Zau, dem Sohn des Tahmasp, einem Nachkommen von Fereydun den Thron an. Zau war bereits achtzig Jahre alt, als er den Thron bestieg. Es gelang ihm, die kriegerischen Parteien aus Iran und Turan zur Aufgabe der Feindseligkeiten zu bewegen und Iran zu neuer Blüte zu führen. Nach nur sechs Jahren Regentschaft verstarb Zau. Sein Sohn Garschasp, bei Rückert Gerschasp, folgte ihm auf dem Thron nach.